# Magyar Demokratikus Charta
A Magyar Demokratikus Charta Gyurcsány Ferenc akkori miniszterelnök kezdeményezésére 2008. szeptember 6-án  létrejött magyarországi politikai mozgalom.

## Megalakulása
A kormányfő az Országház épülete előtt augusztus 31-én délután tett sajtónyilatkozatában „a szélsőségek, az indulatok, az intolerancia elleni nemzeti önvédelmet” is kezdeményezett, egy Magyar Charta formájában, amelynek gyűlést hirdetett szeptember 6-ára. Már előtte, a 2008-as melegtüntetés alatt, illetve után történő atrocitásokkor megígérte Gyurcsány Ferenc, hogy fel fognak lépni ez ellen.
A felhívás szövege a „szabadságot veszélyeztető kirekesztés, rasszizmus és erőszak” elleni fellépésre buzdít.
A charta hivatalosan  szeptember 6-án alakult meg a Művészetek Palotájában tartott gyűlésen. Fodor Gábor, az SZDSZ elnöke üdvözölte a szervezet létrejöttét, de kijelentette: „az eset kapcsán nem a választókat kell levadászni, hanem a köztársaság alapértékeit kell megvédeni”. A Fidesz politikai hisztériakeltésnek titulálta az egyesületet.
A Magyar Demokratikus Charta 2008. szeptember 20-i tüntetésén felszólalt Gyurcsány Ferenc, Konrád György, Hegedűs D. Géza, Iványi Gábor.

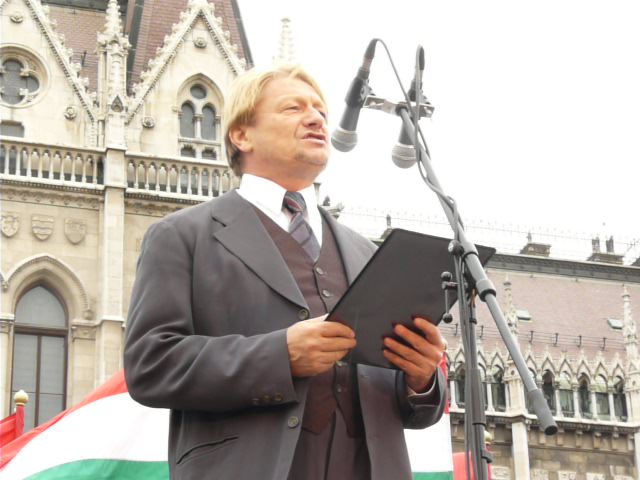
Hegedűs D. Géza a Charta tüntetésén - 2008. szeptember 20

## Politikai állásfoglalásai
A Charta a 2010-es országgyűlési választás második fordulójára az MSZP és az LMP jelöltjeire való szavazást ajánlotta támogatóinak, mivel a szóvívők szerint csak ez a két parlamentbe jutott párt demokratikus, a másik kettő (Fidesz, Jobbik) nem.